# كريستيان بيدرسن
كريستيان بيدرسن (بالدنماركية: Kristian Pedersen) (4 أغسطس 1994 بالدنمارك - ) هو لاعب كرة قدم دانمركي في مركز الدفاع. شارك مع منتخب الدنمارك تحت 21 سنة لكرة القدم. أما مع النوادي، فقد لعب مع نادي كويه ‏.

## وصلات خارجية
- كريستيان بيدرسن على موقع الاتحاد الأوربي (الإنجليزية)
- كريستيان بيدرسن على موقع قاعدة بيانات كرة القدم.إي يو (الإنجليزية)
- كريستيان بيدرسن على موقع ناشيونال فوتبول تيمز (الإنجليزية)
- كريستيان بيدرسن على موقع Soccerbase.com (لاعب) (الإنجليزية)
- كريستيان بيدرسن على موقع Soccerway.com (الإنجليزية)
- كريستيان بيدرسن على موقع عالم كرة القدم.نت (الإنجليزية)